# Eschenrode
Eschenrode é um município da Alemanha, localizado no distrito de Börde do estado Saxônia-Anhalt.
É membro do Verwaltungsgemeinschaft (associação municipal) de Flechtingen.

## Geografia

### Posição Geográfica
Eschenrode está o sudoeste de aproximadamente 10 km de Flechtingen entre Lappwald e cadeia de montanhas de Flechtinger. A municipalidade é parte do "Verwaltungsgemeinschaft" ("municipalidade coletiva") Flechtingen. As cidades próximas são o Brunswick, a Wolfsburg e o Magdeburgo. 

### O meio
Eschenrode é rodeado em três lados pela madeira. Não longe da aldeia está o aldeia abandonada Nievoldhagen.  

### Municipalidades Vizinhas
Municipalidades Vizinhas são Weferlingen, Hödingen, Walbeck, Schwanefeld, Behnsdorf e Hörsingen. 

## A História
Pela primeira vez a aldeia foi mencionada "Haskenroth" em um documento de confirmação do papa Hadrian IV para abóbada de claustro Mariental em 1158. Como a igreja Eschenroder a de Hildegrim de Chalons ( 827), ao primeiro bispo Bistums Halberstadt, a fundado 35 igrejas de paróquia ouvidas, é presumivelmente claramente mais velho Eschenrode. A cinza clearers da igreja de terra ficou no meio do 11o século Archidiakonantskirche, como Halberstädter bispos junto das próprias igrejas aristocráticas bispo subordinada diretamente Kirchenbezirke criado. O distrito de igreja de Eschenrode cercado de Bartensleben ao ninho de conta 22 igrejas. 1224 isto foi transferido Archidiakonat Eschenrode do Probstei Walbeck e perdeu à significação. 

### O desenvolvimento de Habitante de
Em 2006 teve Eschenrode aproximadamente 174 habitantes. O número dos edifícios residenciais (54) modificou-se desde 1842 só ligeiramente. 

## A Política

### Conselho do distrito
Dhe conselho do distrito de Eschenrode compõe-se de mulheres de conselho e conselheiros. 

### Prefeito
O prefeito honourary Jürgen Böttcher está desde o dia 12 de Junho em 1994 no escritório. 

### A sociedade
Eschenrode tem uma sociedade de cidade com Essenrode com Lehre (Abaixe a Saxônia). 

## Cultura os lugares do interesse

### Edifícios
A igreja Eschenrodes são consagrados Heiligen Stephan. Nela é raro Bodeorgel, um anjo batismal bem como um segundo Nievoldhagensage na madeira considerada sino que é um de três. Nievoldhagen um acordo esteve na madeira da qual vê ainda hoje as paredes de fundação da antiga igreja. 

## Economia  e infraestrutura

### Tráfego
O a estrada federal 1 o Brunswick com Berlim une-se, esses estão na direção do Sul aproximadamente 11 km o rodovia federal 2 o ponto de conexão Alleringersleben (64) é conseguido depois de 14 km. O Landesstrasse 42, a conexão da Haldensleben e Weferlingen atravessa o meio do lugar.